# Ramalina asahinae
Ramalina asahinae är en lavart som beskrevs av W. L. Culb. & C. F. Culb. Ramalina asahinae ingår i släktet Ramalina och familjen Ramalinaceae.   Inga underarter finns listade i Catalogue of Life.